# 迷上癮
《迷上癮》（英語：Requiem for a Dream）是一部2000年上映的美国电影，改編自休伯·塞爾比的同名小說。由導演戴倫·艾洛諾夫斯基執導，由杰瑞德·莱托、艾倫·鮑絲汀和珍妮佛·康納莉主演。
影片刻画了主角们对毒品上瘾后的各种表现如幻觉等，以及最终导致他们的身体病态化或者入狱的过程。
本片入選第53屆坎城影展非競賽單元，艾倫·鮑絲汀获得奥斯卡最佳女主角提名。

## 剧情
本片描述四位主角(家庭主婦莎拉、她的兒子哈利、哈利的女友瑪麗安、以及哈利的朋友泰倫)各自的人生，在三個季節之內所產生的巨大變化。
劇情開始於夏天:住在布魯克林的年老孤獨的寡婦莎拉終日以看電視為樂。當有一天莎拉接到電視台打來的電話時，她開始以為自己會上節目，於是試圖打扮自己使自己變年輕。當她發現她已無法穿上在兒子畢業典禮時所穿的紅色洋裝時，她因此相信偏方而狂嗑含有安非他命的減肥藥。當兒子哈利警告她減肥藥有多危險時，她還是固執地相信上節目是她人生唯一的渴望。最後，藥物服用過量的她開始產生幻覺，諸如她成為電視節目的女嘉賓、以及家裡的冰箱變成巨大的怪獸等等...
哈利是海洛因成癮者。他與瑪麗安以及泰倫為了得到更多，不惜非法販毒。瑪麗安夢想成為服裝設計師，泰倫則想逃離混混生活。隨著時間推移，泰倫鋃鐺入獄，而哈利亦不惜將所有金錢全部用來保釋好友。在拮据的生活下，瑪麗安被迫賣淫，而與此同時哈利的手臂傷口也遭感染...

## 角色
- 艾倫·鮑絲汀 - Sara Goldfarb
- 杰瑞德·莱托 - Harry Goldfarb
- 珍妮佛·康納莉 - Marion Silver
- 馬龍·韋恩斯 - Tyrone C. Love
- Christopher McDonald  - Tappy Tibbons
- Mark Margolis - Mr. Rabinowitz
- Louise Lasser - Ada
- Marcia Jean Kurtz - Rae
- Sean Gullette - Arnold the shrink
- Keith David - Big Tim
- Dylan Baker - Southern Doctor
- Ajay Naidu - Mailman
- Ben Shenkman - Dr. Spencer